# Sibiřská evangelicko-luterská církev
Sibiřská evangelicko-luterská církev (rusky Сибирская Евангелическо-Лютеранская Церковь, zkr. SELC, rus. СЕЛЦ) je autokefální luterskou církví působící převážně v asijské části Ruské federace.
Počátky církve spadají do první poloviny 90. let 20. století, kdy na Sibiři začala působit Západosibiřská křesťanská misie (rus. Западно-Сибирская Христианская Миссия), podřízená Estonské evangelické luterské církvi. Roku 2003 se Sibiřská evangelicko-luterská církev administrativně osamostatnila, v jejím čele stanul Vsevolod Jurjevič Lytkin, její současný biskup. Roku 2015 církev vstoupila do Mezinárodní luterské rady.
Církev má 25 sborů a asi 2 100 členů. Její sídlo je v Novosibirsku. Působí i mezi neruskými etniky (např. roku 2008 vydala překlad Lutherova Malého katechismu do chakaštiny).
Teologicky je konzervativní a konfesijně orientovaná.